# Mitsuo Aida
Aida Mitsuo (相田 みつを), né le 20 mai 1924 à Ashikaga et mort le 17 décembre 1991, est un poète et calligraphe japonais.
Dès son enfance avant la Seconde Guerre mondiale, Aida s'intéresse déjà à la poésie haiku et à la calligraphie. Encore jeune, il devient disciple du bouddhisme zen et vit sa vie et son travail artistique en tant qu'expression de ses croyances religieuses. Il se fait connaître avec des œuvres comme Ningen damono (« Parce que je suis un homme », 1984 »), Okagesan (« Ce que nous devons aux autres », 1987) et Inochi ippai (« Mener une vie épanouie », 1991).
En 1996, un musée consacré à son art ouvre ses portes dans le quartier Ginza de Tokyo, musée qui est transféré en 2003 au Tōkyō Kokusai Fōramu (Tokyo International Forum). Y sont exposées en permanence environ 100 de ses œuvres poétiques et calligraphiques.

## Source de la traduction
- (de) Cet article est partiellement ou en totalité issu de l’article de Wikipédia en allemand intitulé « Aida Mitsuo » (voir la liste des auteurs).